# Brambory

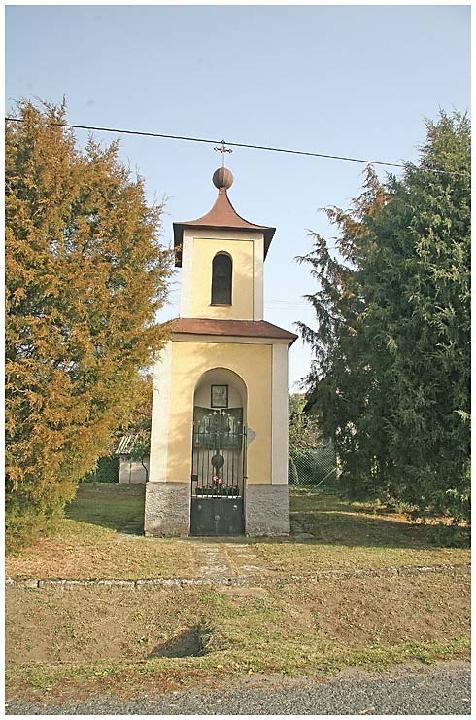
Kapelle

Brambory (deutsch Brambor) ist eine Gemeinde  in Tschechien. Sie liegt zehn Kilometer nordöstlich der Stadt Čáslav am Fuße des Eisengebirges und gehört zum Okres Kutná Hora.

## Geographie
Das Straßendorf befindet sich am westlichen Fuße des Eisengebirges (Železné hory) in der Čáslavská kotlina (Czaslauer Becken). Südlich von Brambory fließt der Bach  Čertovka, südöstlich des Dorfes liegt der Teich Koukalecký rybník.
Nachbarorte sind Zdechovice und Morašice im Norden, Krasnice im Nordosten, Litošice und Sovolusky im Osten, Koukalka, Semtěš und Bílé Podolí im Südosten, Zaříčany im Süden, Bojmany und Žehušice im Südwesten, Svobodná Ves im Westen sowie Ovčíny, Vinice und Hajný im Nordwesten.

## Geschichte
Das Dorf wurde 1393 als Brandenburg erstmals urkundlich erwähnt. 1412 wurde der Ort als Bramburk und 1437 als Bramburky bezeichnet. Der Name leitet sich nicht von einer Burg ab, da sich in der Umgebung nirgendwo die Reste einer solchen nachweisen lassen, sondern deutet auf Siedler aus Brandenburg hin. Im 18. Jahrhundert wurde die heutige Schreibweise gebräuchlich, die nichts mit Kartoffeln, die im Tschechischen ebenfalls Brambory genannt werden, zu tun hat.
In der Wäldern nördlich des Dorfes wurde um 1800 das Forsthaus Wedralka (Védralka) errichtet, das zur Herrschaft Žehušice gehörte und zu einem Jagdpavillon Franziska ausgebaut wurde, um den der Park Franziskahain mit Wildgehege angelegt war. Weiterhin befand sich am Koukalecký rybník die Ansiedlung Koukalka. 1786 hielt in Weißpodol, Brambory und Koukalka die Handweberei im Manufakturbetrieb Einzug. Weitere Erwerbsquelle war die Landwirtschaft, in der tatsächlich der Kartoffelanbau eine große Rolle spielte.
Im Jahre 1840 bestand das zur Herrschaft Žehušice untertänige Dorf Brambor bzw. Brambory aus 18 Häusern, in denen 111 Personen lebten. Abseits, auf dem Bergrücken, lag im ehemaligen Tiergarten Franziskahain das herrschaftliche Jägerhaus Wedralka. Pfarrort war Zbyslav.
Nach der Aufhebung der Patrimonialherrschaften bildete Brambory ab 1849 einen Ortsteil des Marktes Weißpodol im Gerichtsbezirk Časlau. Koukalka, das gleichfalls zu Weißpodol gehörte, wurde 1850 durch ein Großfeuer zerstört. Ab 1868 gehörte Brambory zum Bezirk Časlau.
Im Zuge der Gebietsreform von 1960 wurde der Okres Čáslav aufgehoben; Brambory wurde dem Okres Kutná Hora zugeordnet. Seit dem 24. November 1990 bildet Brambory eine eigene Gemeinde.

## Gemeindegliederung
Für die Gemeinde Brambory sind keine Ortsteile ausgewiesen. Grundsiedlungseinheiten sind Brambory (Brambor) und Koukalka (Kaukalka).
Das Gemeindegebiet bildet einen Katastralbezirk.

## Sehenswürdigkeiten
- Kapelle
- Zwei Linden in Koukalka, 1850 gepflanzt